# Fjodor Sologub

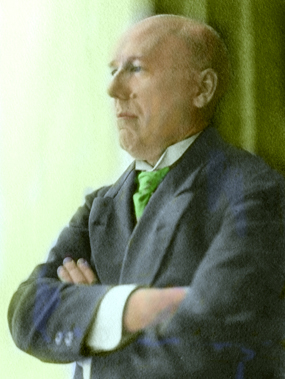
Fjodor Sologub

Fjodor Sologub (ryska: Фёдор Сологу́б, egentligen Фёдор Кузьми́ч Тете́рников, Fjodor Kuzmitj Teternikov), född den 1 mars (17 februari enligt gamla stilen) 1863 i Sankt Petersburg, död den 5 december 1927 i Leningrad, var en rysk poet, författare, dramatiker och publicist, en av de viktigaste representanterna för symbolismen. 

## Biografi

### Barndom och ungdom
Fjodor Sologub var son till en skräddare i Sankt Petersburg. Familjen var fattig och det blev än värre då fadern avled 1867. Modern blev då tvungen att återgå till sin tidigare tjänst som piga hos den adliga familjen Agapov, och i deras hushåll växte Fjodor Sologub upp. Han började skriva dikter vid tolv års ålder. Efter att ha utbildat sig till lärare fick han arbete i norra Ryssland, dit han tog med sig modern och systern. Han fortsatte skriva dikter och påbörjade romanen Тяжёлые сны (Tunga drömmar). Den första text han publicerade var en fabel i barntidningen Vesna (1884). Under de följande åren trycktes enstaka dikter i olika småtidningar. Sologub kände sig kulturellt isolerad och ville flytta tillbaka till Sankt Petersburg men lyckades inte få en tjänst där förrän 1892.

### I Petersburg (1893—1906)
Tidskriften Severnyj vestnik (Den nordliga budbäraren) spelade en viktig roll för Sologub: han publicerade många verk där under 1890-talet. Utöver dikter var det hans första noveller, en roman, översättningar, recensioner. Själva pseudonymen Fjodor Sologub skapades av redaktionen.
1896 kom Sologubs första tre böcker ut, en diktsamling, en samling med noveller och dikter, och romanen Tunga drömmar som Sologub hade påbörjat i Kresttsy redan 1883. Romanen blandade realistiska skildringar av vardagslivet på landsorten med en tung atmosfär av halvdrömmar, erotiska fantasier och skräckanfall.
I april 1897 blev Sologub osams med redaktionen för Severnyj vestnik och började istället publicera sig i tidskriften Sever (Norden). 1904 gav han ut sina tredje och fjärde diktböcker i samlingen Samlade dikter 1897-1903 som samlade hans lyriska produktion från åren kring sekelskiftet och bildar en sorts gräns mellan dekadens och symbolism i hans verk. Men trots att Sologub skrev inom båda dessa strömningar utmärker sig hans verk alltid för en viss klarhet och exakthet. I hans lyrik från dekadent- och symbolisttiden finns ingen avsiktlig gåtfullhet eller onödiga ansamlingar av estetiska paradoxer.
Åren 1902-1904 var en svår period i Sologubs författarskap då han omprövade sin filosofi och sina inspirationskällor. I hans verk under denna period uppträdde ofta döden som en befriare. Under denna tid vänder Sologub sig i sin poesi också till Satan, som han framställer som den personifierade förnekelsen.
Den litterära krets som samlades hos Sologub på söndagarna var mycket inflytelserik. Hit hörde bland annat Zinaida Gippius, Dmitrij Merezjkovskij, Aleksandr Blok, Vjatjeslav Ivanov, Aleksej Remizov och Kornej Tjukovskij. Under den första ryska revolutionen, 1905-06, var Sologubs små politiska sagor, som trycktes i olika revolutionstidningar, mycket populära.

### En liten djävul
Sommaren 1902 blev Sologub färdig med romanen En liten djävul, som han hade arbetat på i tio år. Den uppfattades dock som "alltför riskabel och konstig" och det dröjde tills 1905 innan han kunde publicera den avsnittsvis i en tidskrift - det vanligaste sättet att publicera böcker i Ryssland på den tiden. Tidskriften  lades dock ner innan hela boken hann ges ut. Boken blev därför känd först 1907, då den gavs ut i ett eget band. 
Romanen handlar om den småsinte och sadistiske läraren Ardaljon Peredonov, som arbetar i en sömnig småstad. Hans onda tankar och rädsla för livet personifieras av det övernaturliga väsen han tycker sig se och som han kallar "nedotykomka", 'den oberörbara'.

### Teater (1907—1912)
Efter framgångarna med En liten djävul koncentrerade sig Sologub på dramatik och på romanen Tvorimaja legenda' (En legend i vardande). 1908 utgav han diktsamlingen Plamennyj krug (Den flammande cirkeln), som sammanfattade hans matematiska symbolism. För att motsvara händelser i hans liv delades boken in i nio delar; motiven är trefaldiga och utvecklas i tre riktningar. Mest tid ägnade han under denna period dock åt dramatiken, som är starkt präglad av hans filosofi och ofta har mytologiska motiv. Senare kom hans pjäser oftare att ha handlingen förlagd till samtiden. Över huvud taget spelades hans pjäser sällan och uppsättningarna hade föga framgång.

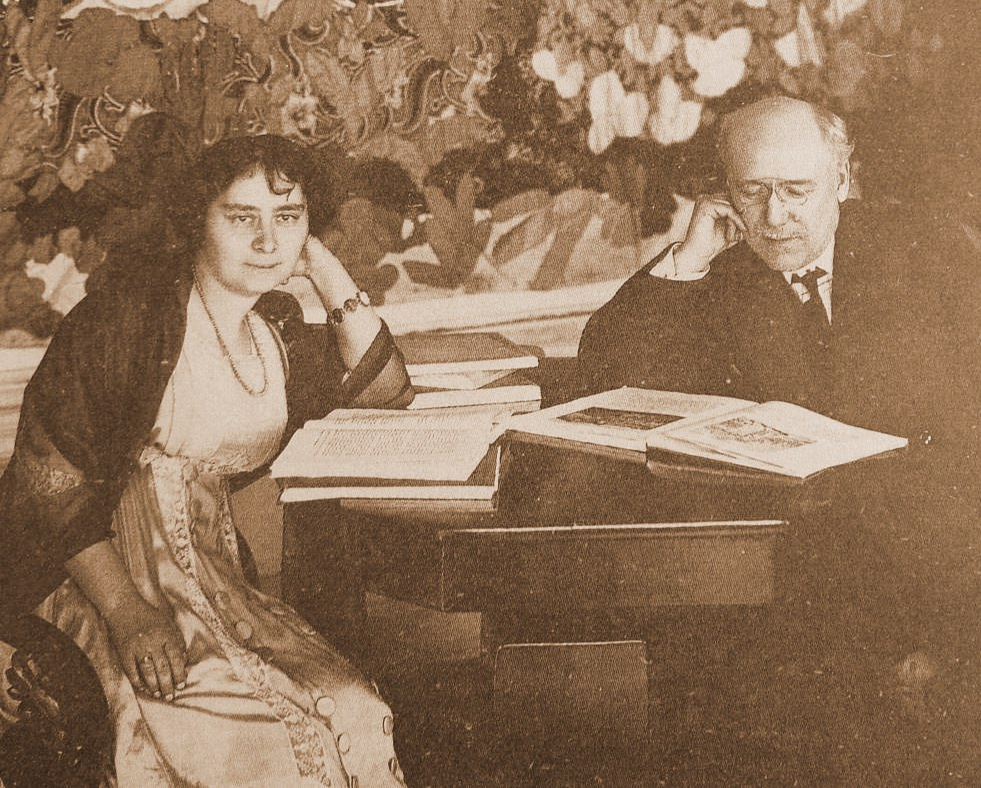
Sologub och Anastasija Tjebotarevskaja Foto av Karl Bulla. 1910-talet

1908 gifte sig Sologub med översättaren Anastasija Tjebotarevskaja. Tillsammans ordnade de litterära salonger som var mycket inflytelserika. De hade specialkvällar för nya, intressanta poeter som Anna Achmatova, Sergej Jesenin och Igor Severjanin. I början av 1910-talet närmade sig Sologub även futurismen.

### En legend i vardande
Sologub diskuterar sin estetiska filosofi i flera verk. I artikeln "Demony poetov" (Poeternas demoner) skiljer han mellan två poler som styr poesin, den "lyriska" och den "ironiska". Med "lyrisk" avser han sådant som för människan bort från den triviala verkligheten, med "ironisk" sådant som försonar oss med den. I skönlitterär form uttrycker Sologub sina idéer i trilogin En legend i vardande  (1905—1913).

### Revolutionsåren (1917—1921)
Sologub hälsade februarirevolutionen med entusiasm, men var liksom andra kulturutövare orolig för konstens framtid. Från och med sommaren 1917 blev hans tidningsartiklar allt mer kritiska till bolsjevikerna. Efter oktoberrevolutionen stannade Sologub kvar i Petrograd och tog varje tillfälle att publicera sig i den fria press som ännu fanns kvar, och uttrycka sin kritik mot bolsjevikerna. Mot slutet av 1918 hade han inte längre någon möjlighet att publicera sig eller framträda med föredrag, vilket gjorde att han hamnade i en ekonomiskt desperat situation som fick honom att ansöka om tillstånd att emigrera, trots att han egentligen var motståndare till detta. Efter flera försök fick han slutligen tillstånd från Trotskij 1921, men väntan och ovissheten hade knäckt hans hustru, som två dagar innan den planerade avresan begick självmord. Hustruns död blev ett fruktansvärt slag för Sologub, och han beslöt sig för att stanna i landet.

### De sista åren (1921—1927)
Den nya ekonomiska politiken från 1921 innebar en lättnader för tryckerier och förlag, och Sologub fick åter ge ut böcker. Nu utkom hans sista roman Zaklinatelnitsa zmej (Ormtjuserskan), ett par diktsamlingar och flera översättningar. Han var mycket aktiv i Författarförbundet och 1924 firades fyrtioårsjubileet av hans litterära verksamhet högtidligt, med framträdanden av författare som Jevgenij Zamjatin, Andrej Belyj,  Osip Mandelstam och Anna Achmatova. I praktiken blev detta firande ett avsked, då han inte kom att publicera något mer under sin livstid. De antisovjetiska fabler han skrev cirkulerade dock i hemlighet. I maj 1927 blev Sologub svårt sjuk; han avled efter lång kamp den 5 december och begravdes på den ortodoxa delen av Smolensk-kyrkogården i Sankt Petersburg. 

### Verk i urval
- 1895 Тяжёлые сны (Tunga drömmar) roman
- 1896 Стихи. Книга первая (Dikter. Första boken)
- 1896 Тени (Skuggor), noveller
- 1905 Мелкий бес (En liten djävul) roman
- 1906 Дар мудрых пчёл (De kloka binas gåva), pjäs
- 1907 Змий (Ormen), dikter
- 1907 Победа Смерти (Dödens seger), pjäs
- 1907—1914 Творимая легенда (En legend i vardande), roman
- 1908 Книга разлук (Avskedens bok), noveller
- 1912 Слаще яда (Ljuvare än gift), roman
- 1917 Алый мак (Röd vallmo), dikter
- 1917 Любовь и верность (Kärlek och trohet), pjäs
- 1918 Слепая бабочка (Den blinda fjärilen), noveller
- 1922 Чародейная чаша (Trollbägaren), dikter

### Utgåvor av Samlade Verk
- 1909—1911 Samlade verk i 12 band
- 1913—1914 Samlade verk i 20 band
- 2000—2003 Samlade verk i 6 band
- 2001—2003 Samlade dikter i 8 band

### Verk översatta till svenska
- En liten djävul (Мелкий бес), roman övers. av Lars Erik Blomqvist (1973) Libris 7218069
- En legend i vardande (Творимая легенда), roman i tre band, övers. av Kjell Johansson (1995-1996) Libris 1947025
- En liten människa, noveller, övers. av Kjell Johansson,  (2000) Libris 7795984